# Gap-аналіз
Gap-аналіз — метод аналізу первинної інформації, вивчає стратегічне розходження між бажаним — чого підприємство хоче досягнути в своєму розвитку — і реальним — чого фактично може досягти підприємство, не змінюючи свою нинішню політику. GAP-аналіз — «організована атака на розрив» між бажаною і реальною дійсністю підприємства.
GAP-аналіз надає можливість, на основі дослідження фактичних та потенційних потоків прибутку від виробництва та реалізації різних видів продукції, виділити прогалини ринку (gap англійською мовою), які можна заповнити новою продукцією.
Метод аналізу конкурентних переваг GAP розроблений у Стенфордському дослідницькому інституті в Каліфорнії. Він являє собою спробу знайти методи розробки стратегії й методи управління, завдяки яким можна привести справи у відповідність з найвищим рівнем вимог.
GAP-аналіз, або аналіз розривів, який знайшов широке застосування як ефективний метод стратегічного аналізу, також може використовуватися для діагностики проблем фірми.
Суть методу полягає в дослідженні проблеми, що виявляється як розрив, що виникає в ході реалізації плану змін, між тими показниками і результатами, досягнення яких планувалося, і тим, що вийшло в реальності.
Причини такого розриву можуть бути самими різними. Так, американський дослідник Л. Олександр, вивчивши 93 організації з метою визначити, які проблеми найчастіше породжують розрив між планами змін і реальним їх втіленням, як найпоширеніші виділив наступні:
- Здійснення зміни зайняло значно більше часу, ніж це планувалося спочатку;
- У процесі здійснення зміни виникли серйозні проблеми, які не були передбачені або проаналізовані до того;
- Координація діяльності керівників окремих завдань зміни не була достатньо ефективною;
- Під час проведення змін виникали кризові загрози, що вимагало відволікання всіх сил і можливостей на їх подолання;
- Навички та здібності залучених в зміна працівників виявилися недостатніми;
- Рівень підготовки та розуміння задуму зміни не відповідав вимогам;
- Несприятливий вплив на здійснення змін надавали неконтрольовані фактори зовнішнього середовища.

Завдання використання методу полягає в тому, щоб заздалегідь спрогнозувати ситуації, що породжують такі розриви, ніж потім відчувати розчарування, породжене невдачами у здійсненні змін. Таким чином, за допомогою GAP-аналізу можна знайти оптимальний шлях від поточного стану до бажаного і виявити обмеження, що накладаються, серед іншого, станом організаційних процесів, функцій і структур. Завдання полягає в тому, щоб вибрати найкращу альтернативу змін, які ляжуть в основу стратегії фірми, націленої па збільшення обсягу продажів. При цьому належить відповісти на питання, яка стратегія переважає: збільшення обсягу продажів за рахунок розширення ринку або за рахунок захоплення частки ринку? Якщо як стратегічну мету компанія вибрала цей параметр (зростання обсягу продажів), то для її досягнення можна використовувати два варіанти.

## Кроки аналізу
- попереднє формулювання цілей діяльності на один рік, три роки, п'ять років;
- прогноз динаміки норми прибутку в пов'язуванні із установленими цілями для існуючих підприємств;
- установлення розриву між цілями й прогнозами;
- визначення альтернатив здійснення інвестицій для кожного підприємства й прогноз результатів;
- визначення загальних альтернативних конкурентних позицій для кожного підприємства й прогноз результатів;
- розгляд інвестицій та альтернатив цінової стратегії для кожного підприємства;
- узгодження цілей стратегії кожного підприємства з перспективами портфеля в цілому;
- установлення розриву між попередніми цілями діяльності й прогнозом для кожного підприємства;
- уточнення профілю можливих придбань нових підприємств;
- визначення ресурсів, необхідних для таких придбань, і характеру їхнього можливого впливу на наявні в портфелі підприємства;
- перегляд цілей і стратегії існуючих підприємств із метою створення цих ресурсів.

Такий аналіз може проводитися як по відношенню до групи підприємств (об'єднання), так і окремого підприємства. Таким чином, аналіз GAP можна назвати організаційною атакою на розрив (ліквідацію розриву) між бажаною й прогнозованою діяльністю.
З 2000-х років застосовується нечіткий Gap-аналіз. Традиційні математичні методи засновані на класичній логіці, є нетерпимі до неточності та необ'єктивності істини, а також до невизначеності у економічних системах. В свою чергу невизначеність системи призводить до зростання ризиків від прийняття неефективних рішень, результатом чого можуть бути негативні економічні наслідки. З цією метою виникає потреба у методах, що ґрунтуються  на нечіткій логіці.